# 大阪府立横山高等学校
大阪府立横山高等学校（おおさかふりつ よこやまこうとうがっこう）は、かつて大阪府和泉市下宮町にあった公立高等学校。

## 概要
定時制課程単独の高等学校として出発したが、後年には定時制課程は廃止され、全日制の普通科と家政科、園芸科を併設する高等学校となった。また、地場産業として繊維産業が盛んという地域事情から、中学校卒業後に就労しながら高校卒業を目指す生徒のために、隔週定時制課程が一時期併設されていた。
「府立高等学校特色づくり・再編整備計画（全体計画）」に基づき、2006年4月入学生から生徒の募集を停止し、最終学年が卒業した2008年3月に閉校。60年の歴史に幕を閉じた。閉校後は家政科は大阪府立成美高等学校に、園芸科は大阪府立農芸高等学校に機能統合された。

## 沿革
- 1948年10月 - 泉北郡横山村立横山高等学校として、定時制課程農業科を泉北郡横山村立小学校（現在の和泉市立横山小学校）内に設置。
- 1949年4月 - 定時制家庭科を設置。
- 1950年3月 - 大阪府へ移管。大阪府立鳳高等学校横山分校となる。
- 1952年5月 - 現在地に校舎を新設。
- 1963年4月 - 全日制家政科を設置（定時制家庭科より移行）。
- 1966年4月 - 隔週定時制課程を設置。
- 1968年4月 - 全日制園芸科、定時制普通科を設置。定時制農業科を募集停止。
- 1971年4月 - 大阪府立横山高等学校として分離独立。全日制普通科を設置。
- 1978年3月 - 隔週定時制課程を廃止。
- 1982年3月 - 定時制普通科を廃止。
- 2006年4月 - 募集停止。
- 2008年3月31日 - 閉校。
- 2017年5月27日 - 跡地に和泉市総合スポーツセンターがグランドオープン[1]。

## 交通
- 南海バス 横山高校前バス停（閉校後も名称は変わらず）　2020年3月1日 国分峠東（和泉市総合スポーツセンター前）に名称変更 。
- 泉北高速鉄道 和泉中央駅 南東へ約5.5km。